# Physocyclus cornutus
Physocyclus cornutus là một loài nhện trong họ Pholcidae. Loài này được phát hiện ở México.